# Ad 120
L'expression Ad 120 ou Puissiez-vous vivre jusqu'à 120, (en hébreu : עד מאה ועשרים שנה, « Ad mea ve-essrim shana », ou en yiddish ביז הונדערט און צוואַנציק, « biz hundert und tsvantsik »), est une bénédiction juive.
La source la plus souvent citée est le verset 3 du chapitre 6 du Livre de la Genèse.
Dans le verset 7 du chapitre 34 du Deutéronome, Moïse avait 120 ans à sa mort, et le texte indique que « sa vue n'était point affaiblie, et sa vigueur n'était point passée ». En souhaitant Ad 120, les juifs souhaitent à leur interlocuteur de conserver longtemps ses facultés physiques et mentales.
L'expression Ad 120 est reprise dans l'humour juif.